# Uppsala Hockey
Le Uppsala Hockey est un club de hockey sur glace d'Uppsala en Suède. Il évolue en Division 1, le troisième échelon suédois.

## Historique
Le club est créé en 1990.

## Palmarès
- Aucun titre.